# Mistrzostwa Świata w Piłce Nożnej Kobiet 2003
Mistrzostwa Świata w Piłce Nożnej Kobiet 2003 (FIFA Women's World Cup USA 2003) zostały rozegrane w Stanach Zjednoczonych w dniach 20 września-12 października 2003 r. W turnieju finałowym wystartowało 16 drużyn narodowych. Mistrzyniami Świata zostały piłkarki Niemiec.

## Składy drużyn
Zobacz: Mistrzostwa Świata w Piłce Nożnej Kobiet 2003 (składy)

## Wyniki

### Grupa A
- 20 września, Filadelfia     Nigeria – Korea Płn. 0:3

   ----
   Jin Pyol-hui 13', 88', Ri Un-gyong 73'
- 21 września, Waszyngton     USA – Szwecja 3:1

   Kristine Lilly 27', Cindy Parlow 36', Shannon Boxx 78'
   Victoria Svensson 58'
- 25 września, Filadelfia     Szwecja – Korea Płn. 1:0

   Victoria Svensson 7'
   ----
- 25 września, Filadelfia     USA – Nigeria 5:0

   Mia Hamm 6', 12', Cindy Parlow 47', Abby Wambach 65', Julie Foudy 89'
   ----
- 28 września, Columbus     Szwecja – Nigeria 3:0

   Hanna Ljungberg 56', 79', Malin Moström 81'
   ----
- 28 września, Columbus     Korea Płn. – USA 0:3

   ----
   Abby Wambach 17', Cat Reddick 48', 66'
| Drużyna    | Punkty | Bramki strzelone | Bramki stracone |
| ---------- | ------ | ---------------- | --------------- |
| USA        | 9      | 11               | 1               |
| Szwecja    | 6      | 5                | 3               |
| Korea Płn. | 3      | 3                | 4               |
| Nigeria    | 0      | 0                | 11              |

### Grupa B
- 20 września, Filadelfia     Norwegia – Francja 2:0

   Anita Rapp 47', Dagny Mellgren 66'
   ----
- 21 września, Waszyngton     Brazylia – Korea Płd. 3:0

   Marta 14', Katia 55', 62'
   ----
- 24 września, Waszyngton     Norwegia – Brazylia 1:4

   Marianne Pettersen 45'
   Daniela 26', Rosana 37', Marta 59', Katia 68'
- 24 września, Waszyngton     Korea Płd. – Francja 0:1

   ----
   Marinette Pichon 84'
- 27 września, Waszyngton     Francja – Brazylia 1:1

   Marinette Pichon 92'
   Katia 58'
- 27 września, Boston     Korea Płd. – Norwegia 1:7

   Kim Jin-hee 75'
   Solveig Gulbrandsen 5', Dagny Mellgren 24', 31', Marianne Pettersen 40', Brit Sandaune 52', Linda Ormen 80', 90'
| Drużyna    | Punkty | Bramki strzelone | Bramki stracone |
| ---------- | ------ | ---------------- | --------------- |
| Brazylia   | 7      | 8                | 2               |
| Norwegia   | 6      | 10               | 5               |
| Francja    | 4      | 2                | 3               |
| Korea Płd. | 0      | 1                | 11              |

### Grupa C
- 20 września, Columbus     Niemcy – Kanada 4:1

   Bettina Wiegmann 39', Stefanie Gottschlich 47', Birgit Prinz 75', Kerstin Garefrekes 92'
   Christine Sinclair 4'
- 20 września, Columbus     Japonia – Argentyna 6:0

   Homare Sawa 13', 38', Emi Yamamoto 64', Mio Otani 72', 75', 80'
   ----
- 24 września, Columbus     Kanada – Argentyna 3:0

   Charmaine Hooper 19', Christine Latham 79', 82'
   ----
- 24 września, Columbus     Niemcy – Japonia 3:0

   Sandra Minnert 23', Birgit Prinz 36', 66'
   ----
- 27 września, Boston     Japonia – Kanada 1:3

   Homare Sawa 20'
   Christine Latham 36', Christine Sinclair 49', Kara Lang 72'
- 27 września, Waszyngton     Argentyna – Niemcy 1:6

   Yanina Gaitan 71'
   Maren Meinert 14', 43', Bettina Wiegmann 24', Birgit Prinz 32', Conny Pohlers 89', Martina Müller 92'
| Drużyna   | Punkty | Bramki strzelone | Bramki stracone |
| --------- | ------ | ---------------- | --------------- |
| Niemcy    | 9      | 13               | 2               |
| Kanada    | 6      | 7                | 5               |
| Japonia   | 3      | 7                | 6               |
| Argentyna | 0      | 1                | 15              |

### Grupa D
- 21 września, Los Angeles     Chiny – Ghana 1:0

   Sun Wen 29'
   ----
- 21 września, Los Angeles     Rosja – Australia 2:1

   Dianne Alagich 39' (samob.), Jelena Fomina 89'
   Kelly Golebiowski 38'
- 25 września, Los Angeles     Ghana – Rosja 0:3

   ----
   Marina Sajenko 36', Natalja Barbaszyna 54', Olga Letiuszowa 80'
- 25 września, Los Angeles     Australia – Chiny 1:1

   Heather Garriock 28'
   Bai Jie 46'
- 28 września, Portland     Ghana – Australia 2:1

   Alberta Sackey 34', 39'
   Heather Garriock 61'
- 28 września, Portland     Chiny – Rosja 1:0

   Bai Jie 16'
   ----
| Drużyna   | Punkty | Bramki strzelone | Bramki stracone |
| --------- | ------ | ---------------- | --------------- |
| Chiny     | 7      | 3                | 1               |
| Rosja     | 6      | 5                | 2               |
| Ghana     | 3      | 2                | 5               |
| Australia | 1      | 3                | 5               |

### Ćwierćfinały
- 1 października, Boston     Norwegia – USA 0:1

   ----
   Abby Wambach 24'
- 1 października, Boston     Szwecja – Brazylia 2:1

   Victoria Svensson 23', Malin Andersson 53'
   Marta 44'
- 2 października, Portland     Niemcy – Rosja 7:1

   Martina Müller 25', Sandra Minnert 57', Pia Wunderlich 60', Kerstin Garefrekes 62', 85', Birgit Prinz 80', 89'
   Jelena Daniłowa 70'
- 2 października, Portland     Chiny – Kanada 0:1

   ----
   Charmaine Hooper 7'

### Półfinały
- 5 października, Portland     Szwecja – Kanada 2:1

   Malin Moström 79', Josephine Öqvist 86'
   Kara Lang 64'
- 5 października, Portland     Niemcy – USA 3:0

   Kerstin Garefrekes 15', Maren Meinert 91', Birgit Prinz 93'
   ----

### Mecz o III miejsce
- 11 października, Los Angeles     USA – Kanada 3:1

   Kristine Lilly 22', Shannon Boxx 51', Tiffeny Milbrett 80'
   Christine Sinclair 38'

### Finał
- 12 października, Los Angeles     Niemcy – Szwecja 2:1 (po dogrywce)

   Maren Meinert 46', Nia Künzer 98'
   Hanna Ljungberg 41'